# 帕特里克·肯尼
柏德烈·約瑟·"柏迪"·堅尼（英語：Patrick Joseph "Paddy" Kenny，1978年5月17日—）是一名在英格蘭出生的愛爾蘭職業足球員，司職門將，現時效力英冠球會伊普斯维奇。

## 生平

### 球會
早年
堅尼在英格蘭西约克郡哈利法克斯（Halifax）出生，在老牌球會巴拉福特公園大道（Bradford Park Avenue）出道，當時球隊在英格蘭北部超級聯賽甲組參賽。他的演出獲得當時在甲組〈第2級〉的貝利賞識，於1998年9月正式加盟，並於翌年3月被借用返回北部超級聯賽的惠特比镇（Whitby Town）汲取上陣經驗，而貝利亦於球季結束降班到乙組〈第3級〉。堅尼自1999/2000年球季開始擔任貝利的正選門將，直到2002年為球隊在各項賽事合共上陣150場後才離隊轉投錫菲聯。
錫菲聯
2009年7月7日，錫菲聯宣佈門將堅尼於2009年5月11日英冠升班附加賽對普雷斯顿的第二回合比賽後未能通過藥檢，被球會禁止出賽。
2009年9月7日，英格蘭足總宣佈於上賽季英冠升班附加賽準決賽第二回合比賽後檢測違禁藥物時呈陽性的堅尼被罸停賽9個月，生效日期由2009年7月22日開始計算。
昆士柏流浪
2010年6月7日，英冠球會昆士柏流浪以75萬英鎊從錫菲聯簽入堅尼，合約為期三年。
列斯聯
2012年7月11日，英冠球會列斯聯從英超球會昆士柏流浪簽入34歲的堅尼，轉會費金額沒有公佈，合約為期三年。2014年4月義大利籍马西莫·切利诺（Massimo Cellino）成功收購列斯聯，他迷信數字「17」不吉利，傳言於5月17日出生的堅尼因此不獲派上陣，最終在8月14日雙方同意提前解約。
保頓
2014年9月19日，堅尼以短期合約形式加盟另一支英冠球會。
2014年11月27日，英甲球會奥尔德姆向博尔顿借用堅尼至2015年1月5日。
2015年1月19日，英冠球會博尔顿宣佈堅尼約滿離隊。
葉士域治
2015年1月20日，堅尼加盟英冠球會伊普斯维奇，合約為期四個月。

### 國家隊
堅尼雖然在英格蘭出生，但雙親均為愛爾蘭後裔而取得代表愛爾蘭參加國際賽的資格。由於表現出色，堅尼獲國家隊時任領隊布莱恩·卡尔（Brian Kerr）徵召加入國家隊行列，於2004年6月2日在倫敦舉行的團結盃（Unity Cup）次仗對牙買加首次披甲把守大門。他在7次代表國家隊上陣後，於2007年因需要解決家庭問題而要求時任領隊史蒂夫·史當頓不要挑選他入伍。直到2008年當他要求要求重返國家隊時，球隊的一號門將席位已被當時效力曼城的沙伊·吉文霸佔。

## 私人生活
2006年11月15日，雖然領隊尼爾·禾諾克（Neil Warnock）一再告誡堅尼需要行事低調，但他仍然於晚上出外消遣，更在一家咖哩餐廳外與一名前友人飲醉發生爭吵，起因是該人承認與堅尼的妻子有染，最終他的眉毛遭咬去，因而需要縫12針。

## 外部連結
- 錫菲聯官網簡歷
- 昆士柏流浪官網簡歷
- 足球数据库：柏地·堅尼的球员统计数据